# 고르다나 실리아노프스카다프코바
고르다나 실리아노프스카다프코바(마케도니아어: Гордана Силјановска-Давкова, 1953년 5월 11일~)는 북마케도니아의 정치인, 법조인으로 북마케도니아 최초의 여성 대통령이다. 2019년 북마케도니아 대선과 2024년 대선에 출마했으며 2024년 대선에서 스테보 펜다로프스키를 꺾고 대통령에 당선되었다. 